# Кнессет 13-го созыва
Кнессет 13-го созыва (ивр. הכנסת השלוש עשרה‎) — состав кнессета (парламента Израиля), срок действия которого продолжался с 13 июля 1992 по 17 июня 1996 года. На выборах 23 июня 1996 года в кнессет были выбраны 10 фракций, получивших в его составе от 44 («Авода», впервые с кнессета 9-го созыва выигравшая выборы) до 2 (Арабская демократическая партия) мандатов. Спикером кнессета был избран депутат от «Аводы» Шевах Вайс, а в 1993 году кнессет избрал президентом Израиля ещё одного представителя этой партии — Эзера Вейцмана. За время работы кнессета 13-го созыва в Израиле сменилось правительство: после убийства Ицхака Рабина сформированное им двадцать пятое правительство Израиля было сменено двадцать шестым, во главе с Шимоном Пересом. История кнессета 13-го созыва была ознаменована ратификацией соглашений Осло с Организацией освобождения Палестины и мирного договора с Иорданией. Кнессетом также принят Основной закон о свободе предпринимательства.

## Результаты выборов
Досрочные выборы в кнессет 13-го созыва были назначены в результате распада правительственной коалиции во главе с Ицхаком Шамиром. Хотя накануне роспуска, 18 марта 1992 года, кнессет 12-го созыва принял закон о прямых выборах премьер-министра, этот закон вступал в силу только начиная с выборов в кнессет 14-го созыва, поэтому право сформировать правительственный кабинет всё ещё получал лидер крупнейшей партии. Выборы состоялись 23 июня 1992 года. Из 3 409 015 граждан, имеющих право голоса, был подан 2 616 841 засчитанный голос. При электоральном барьере в 1,5 % (повышен с 1 % на предыдущих выборах) место в кнессете было эквивалентно 20 715 поданным голосам. В кнессет прошли 10 фракций, получивших от 44 («Авода») до 2 (Арабская демократическая партия) мандатов. Многочисленные мелкие партии как справа, так и слева, не сумели преодолеть новый электоральный барьер — в их числе правая партия «Тхия», в предыдущем созыве имевшая трёх представителей, а на выборах 1992 года набравшая 32 тысячи голосов, и арабская партия «Прогрессивный список за мир» во главе с депутатом кнессета Мухаммадом Миари, получившая 24 тысячи голосов. Напротив, три левосионистских партии «Рац», МАПАМ и «Шинуй», объединившиеся в блок «Мерец», получили больше мандатов, чем имели в сумме в прошлом созыве. В итоге количество партий в новом составе кнессета было наименьшим за всю историю страны до того момента (10 партий были избраны в кнессет также в 1973 году).
| Фракция                         | Получено голосов | Процент от общего числа | Мест в кнессете |
| ------------------------------- | ---------------- | ----------------------- | --------------- |
| Авода                           | 906 810          | 34,7                    | 44              |
| Ликуд                           | 651 229          | 24,9                    | 32              |
| Мерец                           | 250 667          | 9,6                     | 12              |
| Цомет                           | 166 366          | 6,4                     | 8               |
| МАФДАЛ                          | 129 663          | 5,0                     | 6               |
| ШАС                             | 129 347          | 4,9                     | 6               |
| Яхадут ха-Тора (Еврейство Торы) | 86 167           | 3,3                     | 4               |
| ХАДАШ                           | 62 546           | 2,4                     | 3               |
| Моледет                         | 62 269           | 2,4                     | 3               |
| Арабская демократическая партия | 40 788           | 1,6                     | 2               |

## Состав кнессета по фракциям
В общей сложности за срок полномочий кнессета в нём заседали 132 депутата. За это время были созданы несколько мелких фракций, отколовшихся от более крупных: «Третий путь», «Гешер», «Йеуд» (два из трёх депутатов которого позже создали ещё одну фракцию — «Атид»), «Ямин Исраэль». Фракция «Яхадут ха-Тора» разделилась на депутатов от «Агудат Исраэль» и «Дегель ха-Тора». Ещё ряд парламентариев заканчивали срок как независимые депутаты. Фракции «Авода», «Ликуд» и «Моледет» покинули по два депутата, фракцию «Цомет» — три, фракцию «ШАС» — один. Спад партийной дисциплины связывается с введением в крупных партиях праймериз, что обеспечило меньшую зависимость рядовых депутатов от лидеров партий. Это же обстоятельство повлекло за собой рост числа частных законопроектов, так как депутаты стали в большей степени заинтересованы в удовлетворении интересов общей массы членов своей партии.
| Авода | Ликуд | Мерец | Цомет | МАФДАЛ                                                                                       | ШАС                                                                                           | Яхадут ха-Тора |
| 1. Шмуэль Авиталь 2. Узи Барам 3. Йоси Бейлин 4. Эли Бен-Менахем 5. Биньямин Бен-Элиэзер 6. ←Авраам Бург 7. Шломо Бухбут 8. Шевах Вайс 9. Йосеф Вануну 10. Гедалья Галь 11. Миха Гольдман 12. Эли Гольдшмидт 13. ←Мордехай Гур 14. Эли Даян 15. Яэль Даян 16. Нисим Звили 17. ←Эммануэль Зисман 18. Далия Ицик 19. Авраам Йехезкиель 20. ←Авигдор Кахалани 21. Йоси Кац 22. Исраэль Кейсар 23. Раанан Коэн 24. Йорам Лас 25. Давид Либаи 26. Маша Любельски 27. Науаф Масалха 28. Хагай Мером 29. ←Ора Намир 30. Ори Ор 31. Шимон Перес 32. Амир Перец 33. ←Ицхак Рабин 34. Хаим Рамон 35. Гидеон Саги 36. Эфраим Снэ 37. Салах Тариф 38. Михаэль Хариш 39. Моше Шахаль 40. Яаков Шефи 41. Шимон Шитрит 42. Авраам Шохат 43. Рафаэль Эдри 44. Рафаэль Элуль 45. →Хана Хадад 46. ↔Авраам Кац-Оз 47. ↔Нава Арад 48. →Цви Нир 49. →Пини Шомер | 1. Шауль Амор 2. Асад Асад 3. Бени Бегин 4. Элияху Бен-Элисар 5. Наоми Блюменталь 6. Авраам Гиршзон 7. ←Эфраим Гур 8. ←Хаим Кауфман 9. Моше Кацав 10. Узи Ландау 11. ←Давид Леви 12. Лимор Ливнат 13. ←Давид Маген 14. Иехошуа Маца 15. Давид Мена 16. Дан Меридор 17. ←Рони Мило 18. Рон Нахман 19. Биньямин Нетаньяху 20. Моше Нисим 21. Эхуд Ольмерт 22. Гидеон Пат 23. Дан Тихон 24. Цахи Ханегби 25. Сильван Шалом 26. Яков Шамай 27. Ицхак Шамир 28. Ариэль Шарон 29. Дов Шилянский 30. Меир Шитрит 31. Михаэль Эйтан 32. Овадья Эли 33. ↔Ариэль Вайнштейн 34. →Йосеф Ахимеир 35. →Михаэль Рацон | 1. Шуламит Алони 2. Ран Коэн 3. Анат Маор 4. Хаим Орон 5. Авраам Пораз 6. Амнон Рубинштейн 7. Йоси Сарид 8. Бени Тёмкин 9. Валид Хадж-Ихья 10. Наоми Хазан 11. Яир Цабан 12. Деди Цукер | 1. Пини Бадаш 2. ←Алекс Гольдфарб 3. Хаим Даян 4. Элиэзер Зандберг 5. Моше Пелед 6. ←Эстер Сальмович 7. ←Гонен Сегев 8. Рафаэль Эйтан | 1. Игаль Биби 2. Ицхак Леви 3. Ханан Порат 4. Звулун Хаммер 5. Авнер-Хай Шаки 6. Шауль Яалом | 1. ←Йосеф Азран 2. Шломо Бенизри 3. Арье Гамлиэль 4. Арье Дери 5. Моше Мая 6. Рафаэль Пинхаси | 1. ←Шмуэль Альперт 2. ←Ицхак Хаим Перец 3. ←Менахем Поруш 4. ←Авраам Йосеф Шапира 5. ↔Авраам Равиц 6. ↔Авраам Вердигер 7. ↔Моше Гафни |
| ХАДАШ | Моледет | Арабская демократическая партия | Йеуд | Агудат Исраэль                                                                               | Дегель ха-Тора                                                                                | Атид |
| 1. Тамар Гужански 2. ←Туфик Зияд 3. Хашем Махамид 4. →Салах Салим | 1. ←Йосеф Ба-Гад 2. ←Шауль Гутман 3. Рехавам Зеэви | 1. Талеб ас-Сана 2. Абдель Вахаб Дарауше | 1. ↔Алекс Гольдфарб 2. ↔Эстер Сальмович 3. →Гонен Сегев                                                                               | 1. →Авраам Вердигер 2. →Авраам Йосеф Шапира                                                  | 1. →Моше Гафни 2. →Авраам Равиц                                                               | 1. →Алекс Гольдфарб 2. →Эстер Сальмович                                                                                               |
| Гешер | Третий путь | Ямин Исраэль | Независимые депутаты | Независимые депутаты                                                                         | Независимые депутаты                                                                          | Независимые депутаты |
| 1. →Давид Леви 2. →Давид Маген | 1. →Эммануэль Зисман 2. →Авигдор Кахалани | 1. →Шауль Гутман | 1. →Йосеф Азран | 1. →Нава Арад                                                                                | 1. →Йосеф Ба-Гад                                                                              | 1. →Эфраим Гур |

1. 1 2  Хана Хадад сменил в кнессете Авраама Бурга 5 июля 1995 года
2. 1 2  Авраам Кац-Оз сменил в кнессете покончившего с собой Мордехая Гура 16 июля 1995 года
3. 1 2 3 4  Вышел из состава фракции «Авода», сформировав фракцию «Третий путь»
4. 1 2  Цви Нир сменил в кнессете Ору Намир 21 мая 1996 года
5. 1 2  Нава Арад сменила в кнессете убитого Ицхака Рабина 5 ноября 1995 года
6. 1 2  Пини Шомер сменил в кнессете Авраама Каца-Оза 28 мая 1996 года
7. 1 2  Вышла из состава фракции «Авода», сформировав одномандатную фракцию
8. 1 2  Вышел из состава фракции «Ликуд», сформировав одномандатную фракцию
9. 1 2  Йосеф Ахимеир сменил в кнессете Хаима Кауфмана 7 августа 1995 года
10. 1 2 3 4  Вышел из состава фракции «Ликуд», сформировав фракцию «Гешер»
11. 1 2  Ариэль Вайнштейн сменил в кнессете Рони Мило 30 декабря 1993 года
12. 1 2  Михаэль Рацон сменил в кнессете Ариэля Вайнштейна 10 марта 1996 года
13. 1 2 3  Вышел из состава фракции «Цомет», сформировав фракцию «Йеуд», а затем фракцию «Атид»
14. 1 2 3  Вышла из состава фракции «Цомет», сформировав фракцию «Йеуд», а затем фракцию «Атид»
15. 1 2  Вышел из состава фракции «Цомет», сформировав фракцию «Йеуд»
16. 1 2  Вышел из состава фракции «ШАС», сформировав одномандатную фракцию
17. 1 2  Моше Гафни сменил в кнессете Шмуэля Альперта 28 июня 1994 года
18. 1 2  Авраам Равиц сменил в кнессете Ицхака Переца 16 июля 1992 года
19. 1 2  Авраам Вердигер сменил в кнессете Менахема Поруша 28 июня 1994 года
20. 1 2 3 4 5 6 7 8  Фракция «Яхадут ха-Тора» распалась на фракции «Агудат Исраэль» и «Дегель ха-Тора»
21. 1 2  Салах Салим сменил в кнессете Туфика Зияда 5 июля 1994 года
22. 1 2  Вышел из состава фракции «Моледет», сформировав одномандатную фракцию
23. 1 2  Вышел из состава фракции «Моледет», сформировав одномандатную фракцию

## Ключевые даты
- 13 июля 1992 года — спикером кнессета избран Шевах Вайс («Авода»), утверждено 25-е правительство Израиля во главе с Ицхаком Рабином[7].
- 31 декабря 1992 года — утверждён государственный бюджет на 1993 год на сумму 102 млрд шекелей[7]. Принятие бюджета сопровождалось филибастером со стороны оппозиции, депутат Михаэль Эйтан произнёс речь, длившуюся больше 10 часов[8].
- 25 января 1993 года — с речью в кнессете выступил председатель Парламентской ассамблеи Совета Европы Мигель Мартинес[9].
- 24 марта 1993 года — на пост президента Израиля выбран Эзер Вейцман («Авода»)[9].
- 23 сентября 1993 года — вотум недоверия, поставленный на голосование после публикации содержания соглашений в Осло, получил 50 голосов «за» и 61 «против» при восьми воздержавшихся[8]. Таким образом, соглашения считаются утверждёнными кнессетом[6].
- 11 мая 1994 года — 52 депутата кнессета при 68 отустствующих поддержали Каирское соглашение с ООП, известное также как «Газа и Иерихон вначале»[6].
- 25 октября 1994 года — ратифицирован мирный договор с Иорданией, официально подписанный на следующий день. За ратификацию проголосовали 105 депутатов при трёх «против» и шести воздержавшихся[6].
- 27 октября 1994 года — с речью в кнессете выступил президент США Билл Клинтон[6].
- 16 ноября 1994 года — принят государственный бюджет на 1995 год на сумму 227,9 млрд шекелей. 29 декабря утверждён дополнительный бюджет на сумму 147,1 млрд шекелей[10].
- 5 октября 1995 года — большинством в 61 голос против 59 кнессет утвердил соглашение Таба-Осло, известное также как «Осло-2»[6] и предусматривавшее окончание израильского присутствия в городах Западного берега реки Иордан[8].
- 22 ноября 1995 года — после убийства Ицхака Рабина 4 ноября сформировано и утверждено кнессетом 26-е правительство Израиля во главе с Шимоном Пересом[6].
- 25 декабря 1995 года — принят государственный бюджет на 1996 год на сумму 171,1 млрд шекелей[11].
- 29 мая 1996 года — выборы в кнессет 14-го созыва.

## Законодательство
Хотя наиболее памятными в истории кнессета 13-го созыва были события, связанные с израильско-арабским мирным процессом (ратификация соглашений в Осло и мирного договора с Иорданией, а также вынужденное утверждение нового правительственного кабинета после убийства премьер-министра), важным событием для Израиля стало также принятие Основного закона о свободе предпринимательства. Закон утверждён в марте 1994 года. Благодаря убедительной победе списка Хаима Рамона на выборах в мае 1994 года в правление Гистадрута стало возможным принятие Закона о государственном страховании, которое ранее блокировалось профсоюзными лидерами. Закон, отменяющий членство в Гистадруте как обязательное условие членства в крупнейшей больничной кассе Израиля «Клалит», был принят 15 июня 1994 года. Ещё одним важным законом был принятый в 1995 году Закон о суде по семейным делам. В целом количество законодательных инициатив, связанных с социальной защитой граждан, в кнессете 13-го созыва было самым высоким из всех созывов кнессета к тому моменту.
В 1992 году решениями кнессета были сформированы комиссия по продвижению статуса женщины и специальная комиссия по борьбе с наркотиками. В 1994 году было принято решение о создании парламентской следственной комиссии по проблемам в бедуинском секторе. В 1995 году учреждена парламентская комиссия по расследованию участившихся убийств жён мужьями. Национальная следственная комиссия была создана также по делу об исторических исчезновениях детей репатриантов из Йемена.